# هاکای تایوانی
هاکای تایوانی (به هاکا: 臺灣客家語) یک خانواده زبانی از گویش‌های هاکا است که در تایوان و بیشتر توسط مردم هاکا سخن گفته می‌شود. هاکای تایوانی شامل پنج گویش اصلی سیشیان، هایلو، دابو، رائوپینگ و ژائوآن است که سیشیان و هایلو دارای بیشترین گویشور در بین این گویش‌ها هستند. سیشیان که دارای ۶ نواخت است، از ماوژوا در گوانگ‌دونگ ریشه گرفته و بیشتر در مائولی، پینگتانگ و کائوهسیونگ رایج است، در حالی که هایلو با دارا بودن ۷ نواخت، از هایفنگ و لوفنگ در گوانگ‌دونگ ریشه گرفته و پیرامون هسینچو متمرکز است.
هاکا تایوانی رسماً به عنوان یکی از زبان‌های ملی تایوان ذکر شده‌است. افزون بر پنج گویش اصلی، گویش دیگری به نام شیهای شمالی نیز در این کشور رایج است.